# Längtan (Timoteij)
Längtan è un album in studio delle Timoteij del 2010. 

## Accoglienza
L'album si piazzò alla posizione numero 1 delle chart della Svezia. Ebbero altrettanto successo i due singoli in esso presenti Kom e Högt Över Ängarna, che raggiunsero rispettivamente la seconda e terza posizione delle classifiche svedesi.

## Tracce
1. Högt över ängarna – 3:56
2. Vild – 3:30
3. Feber – 3:05
4. Kom – 2:59
5. Glöm mig – 2:58
6. Dansar i månens sken – 3:41
7. Vända med vinden – 3:33 (con Alexander Rybak)
8. Ingen idé – 3:57
9. Drömmarnas land – 2:51
10. Fånga dagen – 3:55
11. Längtan – 3:05

## Formazione
- Cecilia Kallin
- Bodil Bergström
- Eiina Thorsell
- Johanna Petterson